# Erik Röhrs
Erik Johannes Röhrs (* 24. April 2001) ist ein deutscher Volleyball- und Beachvolleyballspieler.

## Karriere Halle
Röhrs spielte in seiner Jugend beim VC Potsdam-Waldstadt. Von 2013 bis 2018 wurde er in einer Sportschule gefördert und war in den Jugendmannschaften des Berliner TSC aktiv. Mit dem Verein wurde er 2016 deutscher U16-Meister und 2017 deutscher U18-Vizemeister. Ab 2017 spielte der Außenangreifer beim VC Olympia Berlin abwechselnd in der zweiten und ersten Bundesliga. Mit der deutschen Junioren-Nationalmannschaft gewann er 2018 die U18-Europameisterschaft.
In der Saison 2020/21 war Röhrs beim VC Olympia einer der besten Aufschlagspieler der ersten Bundesliga. Nach der Hauptrunde wechselte er für die Playoffs zu den United Volleys Frankfurt. Die Frankfurter schieden im Viertelfinale gegen die SWD Powervolleys Düren aus. Nach der Saison wechselte Röhrs zur Saison 2021/22 zu den Dürenern. Der DVV-Pokal 2021/22 endete für ihn mit Düren im Viertelfinale. Im Playoff-Halbfinale schied das Team ebenfalls gegen den VfB Friedrichshafen aus und wurde damit erneut Dritter. In der Saison 2022/23 spielte Röhrs mit den SWD Powervolleys in der Gruppenphase der Champions League. Im DVV-Pokal 2022/23 erreichte er mit seiner Mannschaft das Finale, das in Mannheim gegen die Berlin Recycling Volleys verloren ging. Die Bundesliga-Saison endete für Düren im Playoff-Halbfinale ebenfalls gegen Berlin. Danach wechselte der Außenangreifer zum Ligakonkurrenten SVG Lüneburg. Hier stand er im Finale des CEV-Pokals und erreichte das Playoff-Halbfinale in der Bundesliga. Wegen einer Operation fiel Röhrs für die Olympischen Spiele in Paris aus. Seit September 2024 ist er in der italienischen „Serie A1“ bei Mint Vero Volley Monza aktiv.

## Karriere Beach
Röhrs spielte von 2015 bis 2017 mit Moritz Eckardt auf diversen Beachvolleyball-Jugendmeisterschaften. Eckardt/Röhrs gewannen 2017 den U17-Bundespokal und wurden deutsche Vizemeister der U17 und U18.